# 麻生潔
麻生 潔（あそう きよし、1941年10月 - ）は、日本の実業家、カネコ種苗株式会社元代表取締役社長。

## 人物・経歴
1941年10月、神奈川県生まれ。1965年、立教大学法学部卒業。
1973年、カネコ種苗株式会社入社。
1982年、種苗営業部緑飼部長、1983年、取締役緑飼部長、1987年、常務取締役、1993年、専務取締役就任。
2004年、代表取締役社長就任。
社長在任時には、住友化学と肥料の表面をポリウレタン樹脂でコーティングした被覆肥料「ベストマッチ」を共同開発し、肥料分野へ進出するなどの多角化を進めた。肥料は、多すぎても少なすぎても作物を枯らせてしまい、理想は作物の生育に沿って肥料を効かせることだと言われる。被覆肥料は、土壌中の水分を吸収後、溶解、膨潤を経て中の肥料成分が溶け出し、徐々に放出されるもので、「作物・作型に合わせた究極の一発肥料」として人気が高まっている。